# Amobarbital
Amobarbitalul (denumit și amital) este un derivat barbituric, fiind utilizat ca sedativ-hipnotic. Căile de administrare disponibile sunt: orală, intravenoasă, intramusculară și rectală.
Molecula a fost sintetizată în Germania în anul 1923.

## Utilizări medicale

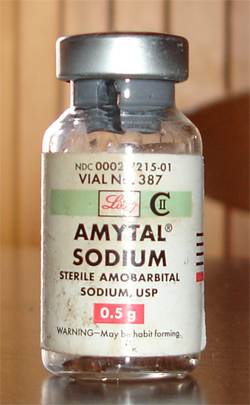
Flacon de amital sodic

Este utilizat ca medicament sedativ și hipnotic, ameliorează nervozitatea, tensiunea sau anxietatea; este utilizat pentru inducerea somnului în insomnii. Existau preparate în asociere cu atropină și propranolol, care erau indicate în distonii neurovegetative (denumirea comercială Distonocalm).

## Farmacologie
Ca toate barbituricele, amobarbitalul acționează ca modulator alosteric pozitiv al receptorului de tip A pentru acidul gama-aminobutiric (R GABAA), reducând excitabilitatea neuronilor.